# やわらか食
やわらか食（やわらかしょく）とは、加齢や疾患により咀嚼・嚥下が困難な方のために、やわらかく食べやすくした介護食である。

## 概要
やわらか食は、加齢や疾患により咀嚼・嚥下が困難な方のために、酵素の作用で食物を軟化させる凍結含浸法をはじめ、様々な軟化加工方法により、やわらかく食べやすくした介護食である。食欲がわきにくく、食べにくいために残食率の高い刻み食と異なり、食材の形状をそのまま残すことで、意欲を持って食事をし、残食率を低める効果が期待できる。

## 咀嚼困難者向け介護食の分類

### やわらか食
歯ぐきでつぶせるやわらかさで、食材の形状を保っている食事。
ユニバーサルデザインフード　区分2が目安。

### ソフト食（ムース食）
常食よりやわらかいおかずや、おかゆなど。
ユニバーサルデザインフード　区分3、または4が目安。

### ペースト食（嚥下食）
食材をペースト状にすりつぶして、咀嚼や吸収しやすいように加工した食事。
ユニバーサルデザインフード　区分4が目安。

## 技術
- 凍結含浸法：酵素や栄養成分などの有益な物質を食品素材内部に急速導入する技術により、食材の形状、色彩、風味、栄養を維持したまま、食物を軟化させる食事支援食の製造方法。（※凍結含浸法は広島県の特許技術。特許番号：第3686912号）[2]

- ソフテースト（MX-55）：武蔵野化学研究所が提案する、重曹を主成分とし、肉の繊維を広げ、旨味と保水性を保ちながら柔らかくする改良剤製剤（食品添加物）。[3]

- 酵素均浸法（酵素均質浸透法）：食材ごとに最適な酵素を選び、圧力を変えながら浸透させる独自技術。食材の組織を壊さず食材そのものに酵素を含浸するため、離水が少なく、素材の風味なども損失が少ない。[4]

- 飽和蒸気調理器：高圧状態を作る事で水分の沸点を１２０℃まで上昇させ、魚の骨を煮崩れをほとんど起こさずに柔らかく食べられる状態にまで加工できる。[5]

## ユニバーサルデザインフード概要
高齢・病気などで噛む力や飲み込む力が弱くなった人のために、食べやすく配慮された加工食品。日本介護食品協議会が規格を定め、食品のかたさや粘度に応じて「容易にかめる」「歯ぐきでつぶせる」「舌でつぶせる」「かまなくてよい」の4段階に区分。適合する商品にロゴマークと区分が表示される。UDF。